# Jordan Morris
Jordan Ryan Morris (Seattle, Washington, 26 de octubre de 1994) es un futbolista estadounidense que juega de delantero para el Seattle Sounders F. C. de la Major League Soccer.
El 18 de noviembre de 2014 se convirtió en el primer futbolista de su país en más de diez años en jugar para la selección absoluta mientras aun era amateur y formaba parte de un equipo universitario.

## Trayectoria

### Inicios
Morris comenzó su carrera futbolística con el equipo juvenil Eastside FC, en donde jugó entre 2009 y 2012 antes de unirse a la academia del Seattle Sounders. El 6 de febrero de 2012, Morris firmó una carta de compromiso para jugar al fútbol en la Universidad de Stanford.
En su año de novato en Standford, Morris jugó todos los 21 partidos de su equipo y lideró a todos los novatos de la conferencia con siete asistencias y 19 puntos y terminó empatado en el primer lugar de la lista de goleo con seis tantos. Además, ayudó a su equipo a clasificar a su primer del campeonato de la NCAA desde el año 2009, en donde cayeron derrotados 1-0 ante los Washington Huskies en los octavos de final.  Fue incluido en el equipo estelar del Pac-12 ese año.
Morris también jugó para el Seattle Sounders FC sub-23 en la USL Premier Development League.
En diciembre de 2014, Morris recibió una oferta de contrato por parte de los Seattle Sounders, pero el futbolista decidió rechazarla para poder continuar sus estudios en Stanford, pero dando a entender que se uniría al equipo acabando los estudios para la temporada 2016. Un año después, y luego de llevar a Stanford a ganar la Copa Universitaria,  Morris confirmó en enero de 2016 que finalmente daría el paso a la profesionalidad en 2016. Días después del anuncio viajó a Alemania para entrenar con el Werder Bremen, equipo que le ofreció un contrato profesional. No obstante, Morris rechazó el contrato, optando por fichar con el club de su ciudad en la Major League Soccer.

### Seatle Sounders
El 21 de enero de 2016 los Seattle Sounders hicieron oficial el fichaje de Jordan Morris. Morris se convirtió en el jugador fichado directamente de una academia de la MLS mejor pagado en la historia de la liga al momento de fichar. Hizo su debut con el club -y jugó su primer partido en una competición profesional- el 24 de febrero de 2016 en el empate 2-2 frente al Club América de la Liga MX por los cuartos de final de la Concacaf Liga Campeones 2015-16. Anotó su primer gol con los Sounders el 16 de abril de 2016 en la victoria 2-1 sobre el Philadelphia Union.

## Selección nacional

### Selecciones juveniles
El 22 de mayo de 2013, Morris fue parte de la selección estadounidense sub-20 que participó del Torneo Esperanzas de Toulon de 2013, en donde jugó tres partidos.  También jugó para la selección sub-23 de su país el 6 de agosto de 2014, anotando en la victoria 5-1 sobre la selección mayor de Barbados. Volvió a participar del torneo en 2015, esta como parte de la selección sub-23 de los Estados Unidos. Anotó un gol en la derrota 3-1 sobre Francia en el partido inaugural.
El 18 de septiembre de 2015 fue incluido en la lista oficial de 23 jugadores que disputarán el Torneo Preolímpico de la Concacaf con miras a los Juegos Olímpicos de Río de Janeiro de 2016. Morris fue titular en el primer partido frente a Canadá y anotó dos goles en la victoria 3-1 sobre ese equipo.

### Selección mayor
El 28 de agosto de 2014, Morris fue convocado por primera vez a la selección mayor de los Estados Unidos el 3 de septiembre de 2014 para un amistoso contra el República Checa, convirtiéndolo en el primer futbolista universitario en ser convocado a la selección desde que así lo hiciera Chris Albright en 1999 cuando la jugaba para la Universidad de Virginia. No obstante, no llegó a debutar.
Morris volvió a ser convocado en noviembre de 2014, e hizo su debut a nivel mayor el 18 de ese mes en la derrota 1-4 frente a Irlanda en Dublín. Fue titular por primera vez y anotó su primer gol con la selección mayor el 15 de abril de 2015 en la victoria 2-0 de los Estados Unidos sobre México. Fue incluido en la nómina preliminar para la Copa de Oro 2015 el 10 de junio de ese año, haciendo de este el primer torneo oficial al que es convocado.

#### Goles con la selección nacional
| #  | Fecha                    | Lugar                                   | Oponente | Gol   | Resultado | Competición |
| -- | ------------------------ | --------------------------------------- | -------- | ----- | --------- | ----------- |
| 1. | 15 de abril de 2015      | Alamodome, San Antonio, Estados Unidos  | México   | 1 – 0 | 2 – 0     | Amistoso    |
| 2. | 10 de septiembre de 2019 | Busch Stadium, San Luis, Estados Unidos | Uruguay  | 1 – 1 | 1 – 1     | Amistoso    |

## Estadísticas
Actualizado a la temporada 2024.
| Seattle Sounders F. C. Estados Unidos                    | 1.ª           | 2016          | 40  | 14 | 2 | 0 | 2  | 0 | 44  | 14 |
| Seattle Sounders F. C. Estados Unidos                    | 1.ª           | 2017          | 25  | 3  | ― | ― | ―  | ― | 25  | 3  |
| Seattle Sounders F. C. Estados Unidos                    | 1.ª           | 2018          | 0   | 0  | ― | ― | 1  | 0 | 1   | 0  |
| Seattle Sounders F. C. Estados Unidos                    | 1.ª           | 2019          | 30  | 13 | ― | ― | ―  | ― | 30  | 13 |
| Seattle Sounders F. C. Estados Unidos                    | 1.ª           | 2020          | 27  | 11 | ― | ― | 2  | 1 | 29  | 12 |
| Swansea City A. F. C. Gales                              | 2.ª           | 2020-21       | 4   | 0  | 1 | 0 | ―  | ― | 5   | 0  |
| Swansea City A. F. C. Gales                              | Total club    | Total club    | 4   | 0  | 1 | 0 | 0  | 0 | 5   | 0  |
| Seattle Sounders F. C. Estados Unidos                    | 1.ª           | 2021          | 3   | 0  | ― | ― | ―  | ― | 3   | 0  |
| Seattle Sounders F. C. Estados Unidos                    | 1.ª           | 2022          | 29  | 7  | 0 | 0 | 8  | 3 | 37  | 10 |
| Seattle Sounders F. C. Estados Unidos                    | 1.ª           | 2023          | 30  | 13 | 0 | 0 | 3  | 1 | 33  | 14 |
| Seattle Sounders F. C. Estados Unidos                    | 1.ª           | 2024          | 37  | 14 | 2 | 1 | 5  | 3 | 44  | 18 |
| Seattle Sounders F. C. Estados Unidos                    | Total club    | Total club    | 221 | 75 | 4 | 1 | 21 | 8 | 246 | 84 |
| Total carrera                                            | Total carrera | Total carrera | 225 | 75 | 5 | 1 | 21 | 8 | 251 | 84 |
| (1)Incluye datos de la Concacaf Liga Campeones (2015-16) |               |               |     |    |   |   |    |   |     |    |

## Palmarés

### Títulos nacionales
| Título  | Club                   | País           | Año  |
| ------- | ---------------------- | -------------- | ---- |
| MLS Cup | Seattle Sounders F. C. | Estados Unidos | 2016 |
| MLS Cup | Seattle Sounders F. C. | Estados Unidos | 2019 |

### Títulos internacionales
| Título                           | Equipo                 | Sede           | Año  |
| -------------------------------- | ---------------------- | -------------- | ---- |
| Copa Oro de la Concacaf          | Estados Unidos         | Estados Unidos | 2017 |
| Liga de Campeones de la Concacaf | Seattle Sounders F. C. | Seattle        | 2022 |

## Vida privada
Morris nació en Seattle. Sus padres son Michael y Leslie Morris; tiene tres hermanos llamados Christopher, Julian y Talia. Su padre el Dr. Michael Morris es el médico del plantel del Seattle Sounders FC. Se le diagnosticó diabetes tipo 1 a la edad de nueve años y es uno de los pocos atletas profesionales con la condición de jugar.